# Pinanga rumphiana
Pinanga rumphiana är en enhjärtbladig växtart som först beskrevs av Carl Friedrich Philipp von Martius, och fick sitt nu gällande namn av John Dransfield och Rafaël Herman Anna Govaerts. Pinanga rumphiana ingår i släktet Pinanga och familjen Arecaceae. Inga underarter finns listade i Catalogue of Life.